# Gilmar Fubá
Gilmar de Lima Nascimento, mais conhecido como Gilmar Fubá (São Paulo, 13 de agosto de 1975 — São Paulo, 15 de março de 2021), foi um futebolista brasileiro que atuou como volante.
Ídolo do Corinthians, defendeu a equipe entre 1995 e 2000, conquistando três Campeonatos Paulistas, dois Campeonatos Brasileiros e um Mundial de Clubes.

## Carreira

### Início
Nascido no bairro de São Mateus, Zona Leste de São Paulo, em 1995 foi promovido a equipe principal do Corinthians. Assumiu a titularidade no ano de 1997, sob o comando do técnico Nelsinho Baptista.
Apesar das contusões que o perseguiam, foi útil no elenco bicampeão brasileiro em 1998 e 1999 e no Mundial de Clubes da FIFA de 2000.

### O auge no Corinthians
Seu jogo marcante pelo Corinthians foi no último jogo da final do Campeonato Brasileiro de 1999, onde teve a tarefa de substituir o artilheiro do time, o atacante Luizão que fora suspenso por cartão vermelho. Jogando ao lado de Rincón e Vampeta - para ajudar na marcação num esquema fechado feito pelo técnico Oswaldo de Oliveira com certa desconfiança da torcida pois optou por um meia defensivo para substituir um atacante - Gilmar conseguiu fechar a defesa e ajudar o Corinthians a segurar o Atlético Mineiro e conquistar o tricampeonato. Curiosamente, usou a camisa número 9, a mesma de Luizão.

### Fluminense, Rio Branco e Portuguesa Santista
Em 2000 foi para o Fluminense, mas teve problemas trabalhistas com o clube carioca. Depois foi para Rio Branco, de Americana, e em seguida para a Portuguesa Santista.

### Schalke 04 e Hyundai
Em 2004, chegou a assinar contrato com o Schalke 04, da Alemanha, mas não atuou em nenhuma partida pelo clube de Gelsenkirchen. Também passou pelo Hyundai, da Coreia do Sul.

### Criciúma e Al-Ahli
No ano de 2005 teve uma rápida passagem pelo Criciúma, e logo em seguida foi para o Al-Ahli, do Catar.

### Noroeste
Voltou ao Brasil para defender o Noroeste, de Bauru, onde teve como companheiro os ex-corintianos Maurício e Luciano Bebê. Contribuiu para que a equipe retornasse à Série A do Paulistão em 2006.

### Red Bull Brasil e retorno ao Noroeste
Em 2008 transferiu-se para o Red Bull Brasil, onde disputou o Campeonato Paulista da Segunda Divisão. Em 2009 voltou para o Noroeste, pelo qual disputou o Campeonato Paulista de 2010 - Série A2 e foi vice-campeão. Chegou a ser sondado para defender em 2011 o Juventus, time da Mooca, que participava da A3 do Campeonato Paulista, porém, a assinatura do contrato não foi efetivada.

### Santa Helena
No mês de janeiro de 2011, assinou contrato com a equipe do Santa Helena, de Goiânia. Após disputar cinco partidas pelo Campeonato Goiano e sem receber salário, deixou o clube.

### Aposentadoria
Após esse ocorrido, encerrou a carreira como jogador profissional e passou a atuar na equipe de showbol do Corinthians.

## Doença e morte
Gilmar Fubá foi internado na Escola Paulista de Medicina com suspeita de um tumor ósseo.
Após lutar contra um mieloma múltiplo desde 2016, morreu aos 45 anos de idade em 15 de março de 2021, após estar internado no Hospital São Luiz, em São Paulo.

## Títulos
Corinthians
- Copa São Paulo de Futebol Júnior: 1995
- Campeonato Paulista: 1995, 1997 e 1999
- Campeonato Brasileiro: 1998 e 1999
- Copa do Mundo de Clubes da FIFA: 2000
- Troféu Ramón de Carranza: 1996

Al-Ahli
- Torneio de Abu-Dhabi: 2005

### Campanhas de destaque
Corinthians
- Campeonato Paulista: 1998 (vice-campeão)

Fluminense
- Campeonato Brasileiro: 2001 (3° lugar)

Al-Ahli
- Copa do Rei: 2005 (vice-campeão)

Noroeste
- Campeonato Paulista - Série A2: 2005 e 2010 (vice-campeão)

Red Bull Brasil
- Campeonato Paulista - Segunda Divisão: 2008 (5º lugar)

## Nota
- Seu apelido, Fubá, se deve ao fato de sua mãe lhe dar, quando criança, mamadeira de fubá por não ter dinheiro suficiente para comprar leite.[11]